# Vittoria Colonna Henríquez-Cabrera
Vittoria Colonna Enríquez-Cabrera conocida como la duquesa Victoria Colona (Marino, 10 de diciembre de 1558 - Medina de Rioseco, 28 de diciembre de 1637) fue una noble hispanoitaliana, titulada por matrimonio duquesa de Medina de Ríoseco y condesa de Módica.

## Biografía
Era hija de Marco Antonio Colonna, duque de Tallacoz y Da Feliche; hermana de Fabrizio Colonna, príncipe di Paliano; Giovanna Colonna y Costanza Colonna, así como del cardenal Ascanio Colonna
Contrajo matrimonio en 1587 con Luis Enríquez de Cabrera y Mendoza, IV duque de Medina de Ríoseco, conde de Módica y cuñado del rey Felipe III de España, con el que tuvo tres hijos: Juan Alonso Enríquez de Cabrera y Colonna, V duque de Medina de Rioseco; Ana Enríquez de Cabrera y Colonna y Feliche Enríquez de Cabrera y Colonna.
La ciudad italiana de Vittoria fue fundada por ella el 24 de abril de 1607.